# 坪内澄定
坪内澄定（つぼうち すみさだ）は、戦国時代 / 安土桃山時代から江戸時代にかけての武将。通称：右近大夫。別名：前野澄定。

## 人物
澄定は、戦国時代ごろに坪内勝定の三男に生まれる。初め兄の坪内利定らとともに木下藤吉郎（後の豊臣秀吉）に仕える。織田信長による美濃国攻略の際には、坪内衆と呼ばれる集団の一員として藤吉郎の墨俣一夜城築城に協力した。坪内衆とは尾張国松倉城に本拠を置く坪内氏らをはじめとする集団のことで、同じ尾張国の土豪・前野家や蜂須賀家らと合わせて川並衆とも呼ばれたとされる。だが川並衆についての記述があるのは前野家古文書『武功夜話』のみであり、この『武功夜話』は資料的価値や成立年代に問題が指摘されている。その後も秀吉の家臣として仕え、嫡男の前野辰定が産まれた。豊臣政権の誕生による天下統一の後には池田輝政の家臣となり、知行1,500石を賜る。慶長17年（1612年）、病死する。

## 氏族
坪内氏は藤原利仁と輔世王女の息子の藤原叙用の後裔の加賀国守護で安宅の関の関守の富樫左衛門泰家の子の富樫長泰（庄九郎、藤三郎）の継嗣である富樫親泰（庄次郎光忠）の後裔で澄定の曾祖父である坪内頼定（時定）を始祖とする。坪内頼定は加賀国富樫郷より尾張国に赴き、犬山織田家に仕え、松倉城（現在は城跡を示す碑のみがある）を築城し城主となり始めて正式に坪内氏を称す。

## 系譜
- 曾祖父：坪内頼定
- 祖父：坪内友定
- 父：坪内勝定
- 母：前野長義娘
- 妻：稲葉通勝娘
  - 男子：前野辰定